# Idill
Idill (műfaj) görög eredetű kifejezés, az egyszerű, pásztori életet dicsérő költeményekre (mimosz), amelyek formailag rövid, verses drámai életképek. Schiller szerint ez a legmagasabbrendű ábrázolásmód, mert az eszményit valóságként ábrázolja.

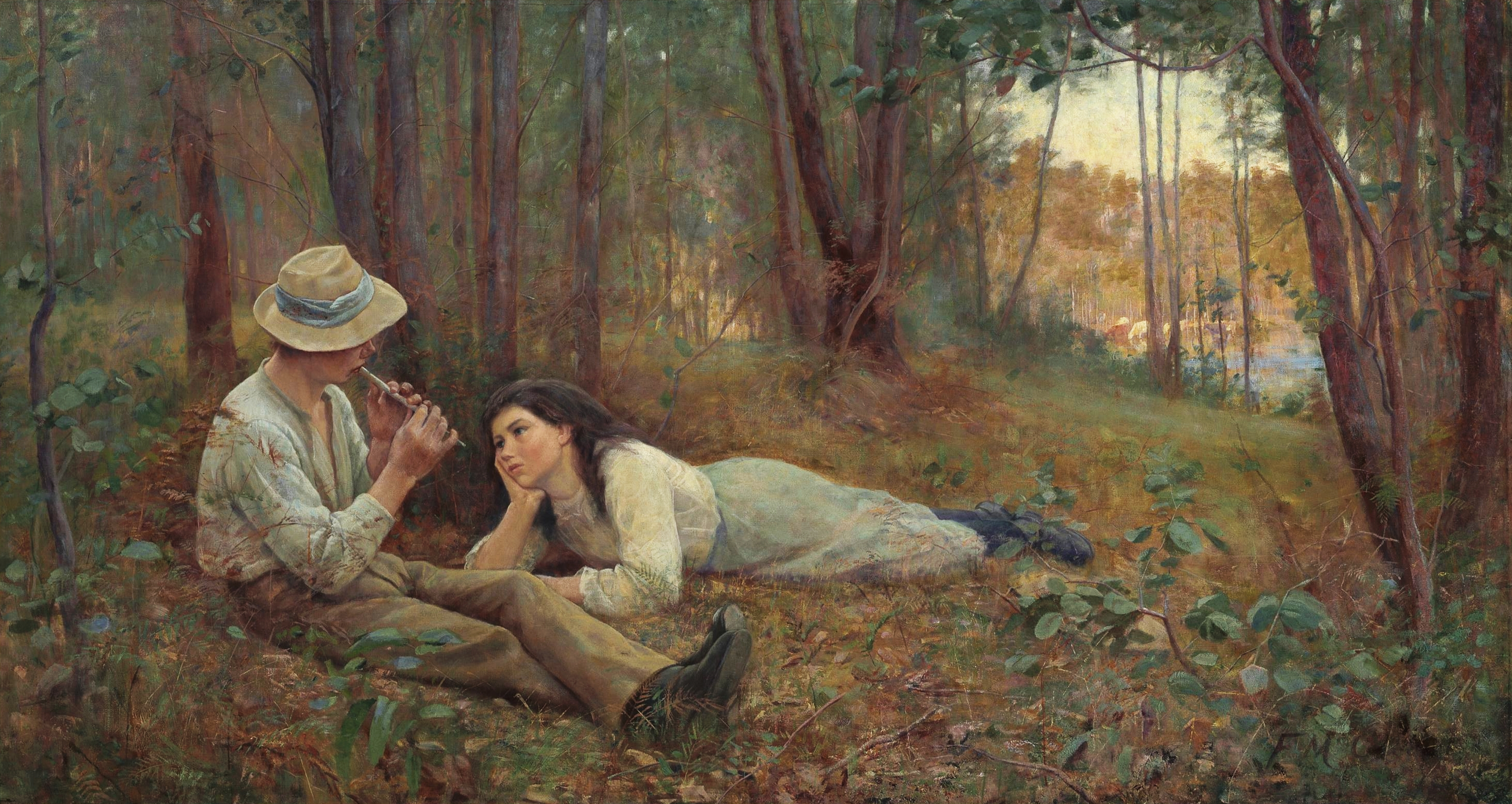
Frederick McCubbin: Bush idyll

Idill (állapot) – a valóságnak eszményített (idealizált) ábrázolása, olyan esztétikai minőség megragadása a valóságban, amely a szépséget a feszültségmentes, nyugodt, felszabadult, derűs témákban látja (idillikusság). Ilyen témáknak számítottak régebben a pásztorélet bukolikus jelenetei, ma pedig a szülőföld, a szerelem és a családi élet boldog és meghitt hangulatú ábrázolásai képekben vagy dalokban. A hangsúly a bensőséges légkörű helyzeten van, a világ és az élet borzalmainak kizárásán, attól való eltávolodásban.
Az ókorban a görög Theokritosz írt 10 híres idillt, és mivel ezek egy része a pásztor életről és a vidéki életről szólt, a szó értelmezése így szűkült le a vidéki élet témájáról szóló lágyan gördülő művészi alkotásokra. A 19. században Alfred Tennyson az Idylls of the King c. költeményében viszont ismét a szó eredeti értelmében írt idillt. A leszűkített, bukolikus jelentésű idill szónak a pásztor énekek felelnek meg inkább.
Az emberek idilli (idillikus) állapot iránti vágya nem tűnik el a civilizációval, urbanizációval vagy modernizációval. A vidéki életmód átalakulása ellenére az emberek ragaszkodnak az idillikussághoz, bennük a szépség összefonódik ezen érzés ábrázolásával, vagy olyan képekkel, verses, zenés műalkotásokkal, amelyek ezt az érzést keltik, amelyekbe ezt az érzést lehet vetíteni, vagy amelyekből ez az érzés sugárzik. Sokan vesznek vagy készítenek idillnek mondható témájú festményt vagy fotót ma is, de e műfaj kritikusai sokszor ezeket giccsesnek minősítik, vagy szentimentálisként jellemzik.
Az idill a közízlésből nem tűnt el, ahogy az internetes ilyen vonatkozású képgyűjteményekből is kitűnik. Lásd itt: . De a témák köre kibővült, az emberek már nemcsak a klasszikus jeleneteket tekintik idillinek, hanem egy egyszerű vidéki házat vagy egy családi csoportképet is! Magát az idill szót manapság leginkább az üdültető turizmus használja fel reklám célokból.
Az idilli képekben ábrázolt valóságnak rendszerint három eleme vagy résztvevője van, nevezetesen: az ember, az állat és a környezet, méghozzá egymással harmonikus, azaz megegyező, összeférő, nem ellenkező, nem taszító viszonyban. Ha viszont az említett hangulatú elemek külön-külön ábrázolásként fordulnak elő, akkor kapjuk a tájképet, a zsánerképet, vagy csak egy állat vagy egy ember portréját.